# Hryhorij Werowka

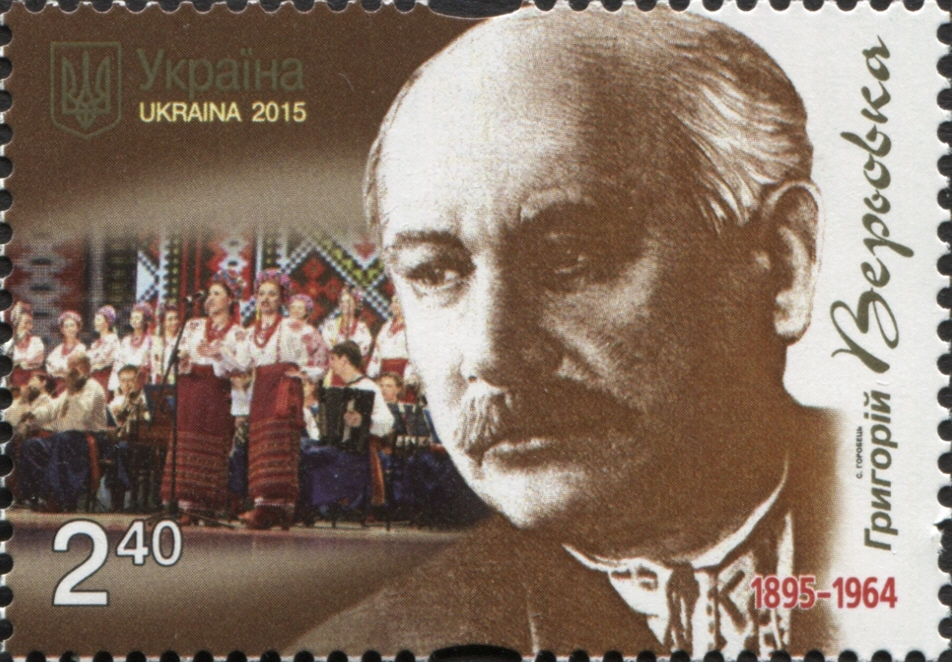
Hryhorij Werowka auf einer ukrainischen Briefmarke von 2015

Hryhorij Hurijowytsch Werowka (ukrainisch Григорій Гурійович Верьовка; * 13. Dezemberjul. / 25. Dezember 1895greg. in Beresna, Gouvernement Tschernigow, Russisches Kaiserreich; † 21. Oktober 1964 in Kiew, Ukrainische SSR) war ein ukrainischer Chorleiter, Komponist und Musikprofessor.

## Leben
Hryhorij Werowka kam als Sohn eines Bauern/Handwerkers im Beresna in der heutigen ukrainischen Oblast Tschernihiw zur Welt, wo ihm von Kind an Volkslieder beigebracht wurden. Bereits im Alter von 10 Jahren wurde er als Chorsänger im bischöflichen Chor in Tschernigow zugelassen. Von 1918 bis 1922 studierte er am Kiewer Institut für Musik und Theater Mykola Lysenko in der Kompositionsklasse bei Boleslaw Jaworskyj, wo er im Anschluss an sein Studium von 1923 bis 1929 auch lehrte.
Ab 1919 wurde er Chorleiter eines Arbeiter-Laienchors und lehrte bereits an Kiewer Schulen. 
Von 1939 bis 1941 und von 1943 bis 1964, ab 1947 als Professor, lehrte er am Kiewer Konservatorium. 1943 wurde er, auf Initiative der obersten Parteiführung des Staates, Gründer, künstlerischer Leiter und bis 1964 Chefdirigent des Ukrainischen Volkschors, der von 1965 an seinen Namen trägt. Zwischen 1948 und 1952 war er der Vorsitzende der Union der Komponisten der Ukraine. Werowka schrieb zahlreiche Kantaten, Sonaten und Lieder und erlangte in der Ukraine und der Sowjetunion Berühmtheit für seine Chorarrangements und -lieder. Er starb 1964 in Kiew und wurde auf dem Baikowe-Friedhof bestattet.

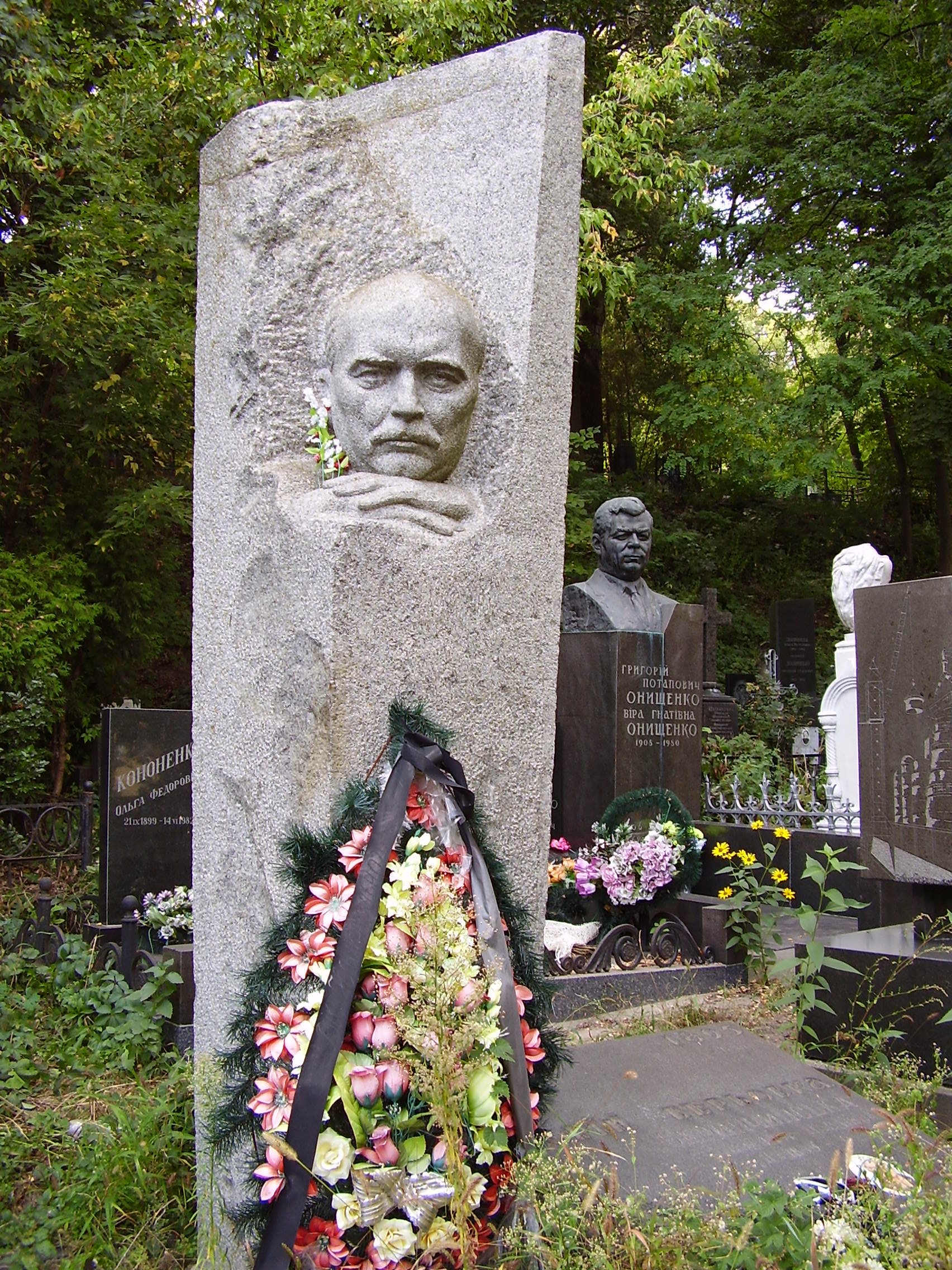
Grabmal Hryhorij Werowka von auf dem Baikowe-Friedhof

## Ehrungen
Hryhorij Werowka erhielt eine Vielzahl an Ehrungen und Auszeichnungen. Darunter:
- 1948 Stalin-Preis[2]
- 1960 Volkskünstler der USSR[2]
- 1968 Taras-Schewtschenko-Preis[2]
- Leninorden[3]
- Orden des Roten Banners der Arbeit[3]
- Ehrenzeichen der Sowjetunion[3]
- 2015 gab die Ukrainische Post zu seinem 120. Geburtstag eine Briefmarke heraus[4]